# Коргоол Досуев
Коргоол Досуев (кирг. Коргол Досуев; 1890, Жаны-Жольский уезд (ныне Токтогульский район) — 1962, Токтогульский район, Джалал-Абадская область, Киргизская ССР) — киргизский советский народный поэт, певец, акын-импровизатор. Выдающийся деятель культуры Киргизии. Исполнитель народных, лирических, шуточных и героических песен.

## Биография
Родился в семье мастера-изготовителя музыкальных инструментов, который хорошо играл на комузе и стал первым учителем сына.
Одним из первых обративших внимание на талант Досуева был известный музыкант и певец Ниязаалы Борошев, который предложил совершить совместную поездку по аулам и кишлакам. Во время выступлений Коргоол перенял у маститого музыканта опыт игры на комузе. С 14-летнего возраста начал петь самостоятельно с собственным репертуаром.
Позже он стал учеником бежавшего из сибирской ссылки известного акына Токтогула, сопровождал его, совершенствовал у мастера навыки пения и игры на комузе, выучил у него песни-эпопеи, как сочинённые самим Токтогулом, так и дастаны «Курманбек», «Жаныш-Байыш», «Кедейкан», «Наркан» и другие.
Участник революционных событий. В 1917—1922 годах К. Досуев был добровольцем красного партизанского отряда.
После установления Советской власти К. Досуев, как акын создал много речитативных песен на разные темы. Среди них автобиографическая «Моя жизнь» («Омурум»), исторические «Ленин» и «Ответ Куйручуку» («Куйручукка жооп»), патриотическая «Моя земля» («Менин жерим»), сатирическая «Старая эпоха» («Эски заман»), лирическая «Белый Бакай» («Ак Бакай») и др. Сочинял «мактоо ыры», «кордоо ыры», «куттуктоо ыры», «эскерме ыры» и др. Песня «Воспоминание» («Эскеруу») была исполнена Коргоолом на 50-летнем юбилее поэта Жоомарта Боконбаева в I960 году и затем опубликована в сборнике стихов акына под названием «Жоомартка» («Жоомарту»).
В 1936 году на первой Всекиргизской олимпиаде народного музыкального творчества с успехом выступил как акын и комузист и был отмечен премией. В 1940 году был включен в число музыкантов, приглашенных во столицу Киргизии — г. Фрунзе для записи музыкального наследия Токтогула Сатылганова.

## Память
- Почта Киргизии в 2015 году выпустила марку, посвящённую 125-летию со дня рождения акына-импровизатора Коргоола Досуева.